# Iberochondrostoma lusitanicum
Iberochondrostoma lusitanicum és una espècie de peix cipriniforme de la família dels ciprínids.

## Morfologia
Els mascles poden assolir els 15,1 cm de longitud total.

## Distribució geogràfica
Es troba a Portugal: afluents meridionals del Tajo.